# Viaje del papa Francisco a Canadá
El papa Francisco visitó Canadá del 24 al 29 de julio de 2022, con escalas en las provincias de Alberta y Quebec y el territorio de Nunavut. El viaje se centró principalmente en disculparse por el papel de la Iglesia Católica en el sistema de escuelas residenciales indígenas canadienses y la reconciliación con los pueblos indígenas del país. Fue la primera visita papal a Canadá desde 2002, cuando el Papa Juan Pablo II visitó Toronto para la Jornada Mundial de la Juventud.

## Antecedentes
La visita se anunció en mayo de 2022, después de que el papa Francisco se reuniera con una delegación de líderes indígenas canadienses y sobrevivientes de escuelas residenciales en el Vaticano seis semanas antes. Durante esa reunión, se disculpó por la conducta de los miembros de la iglesia involucrados en el sistema de escuelas residenciales indígenas canadienses y recibió invitaciones de miembros de la delegación para disculparse en suelo canadiense. El Papa describió el viaje como una «peregrinación penitencial» con el objetivo de contribuir al «proceso de sanación y reconciliación con los pueblos indígenas del país».

## Desarrollo
Francisco fue recibido en el aeropuerto de Edmonton (Alberta) por el primer ministro, Justin Trudeau, la gobernadora general de Canadá, Mary Simon, y una comitiva de líderes autóctonos. Un día después, durante una ceremonia en la comunidad indígena de Maskwacis, presentó sus disculpas a centenares de supervivientes de esos internados. “Estoy dolido. Pido perdón, en particular, por el modo en el que muchos miembros de la Iglesia y de las comunidades religiosas cooperaron, también por medio de la indiferencia, en esos proyectos de destrucción cultural y asimilación forzada de los Gobiernos de la época, que finalizaron en el sistema de las escuelas residenciales”, dijo el papa.
Francisco continuó su gira en Quebec. En un encuentro efectuado en la ciudadela de la capital provincial, el primer ministro Trudeau agradeció al Papa su compromiso con los pueblos indígenas y pidió que la Santa Sede tomara medidas concretas a favor de la reconciliación. Luego, en un rezo en la catedral de la ciudad con obispos, sacerdotes y otros miembros del clero, pidió perdón a las víctimas de violencia sexual por parte de la Iglesia Católica en Canadá.
Finalmente, el papa llegó a Iqaluit (Territorio de Nunavut). De esta forma, se convirtió en el primer papa que visita un punto perteneciente al Ártico. Allí tuvo algunos encuentros en esta comunidad habitada en su mayoría por miembros del pueblo inuit.

## Reacciones
Tras la disculpa papal en Maskwacis el 25 de julio, la gobernadora general Mary Simon dijo: «Hoy fue un día que nos hizo avanzar, dando a los sobrevivientes palabras que pueden ayudarlos a sanar. Sin embargo, también es un día que puede generar emociones complejas, especialmente mientras continúa la visita papal». El primer ministro Justin Trudeau dijo que la reunión en Maskwacîs no habría sido posible «sin el coraje, la defensa y la perseverancia de los sobrevivientes de las Primeras Naciones, los inuit y los métis que relataron sus dolorosos recuerdos y compartieron sus experiencias».
La disculpa del Papa en Maskwacis provocó reacciones mixtas de sobrevivientes de escuelas residenciales, políticos y líderes indígenas. La disculpa recibió críticas por no mencionar directamente el abuso sexual experimentado por las víctimas escolares y no abordar el papel de la Iglesia Católica como institución, sino mencionar el «mal» cometido por los cristianos. En una entrevista con The Canadian Press, el ministro de Relaciones Indígenas de la Corona de Canadá, Marc Miller, dijo que las «brechas» en la disculpa del pontífice no podían ignorarse. Dijo que la Comisión de la Verdad y la Reconciliación de Canadá pidió claramente una disculpa papal similar a la disculpa que dio el Vaticano en 2010 en respuesta a los casos de abuso sexual en Irlanda que involucran a la Iglesia Católica. Esa disculpa, entregada por el Papa Benedicto XVI a través de una carta, se refería directamente a los abusos sexuales que sufrían los niños irlandeses y al papel jugado por la Iglesia Católica, lo que, según Miller, contrasta con la disculpa del Papa Francisco. La abogada, activista y profesora indígena Pamela Palmater opinó de manera similar: «Su falta de reconocimiento del papel de la iglesia, tanto a nivel individual como institucional y de gobierno —no solo desvía la responsabilidad, sino que también sirve para poner en riesgo a más niños». Ella dijo que «... el Papa hasta ahora se ha negado a rescindir, derogar y/o repudiar oficialmente la doctrina [del Descubrimiento]. Esto es a pesar del hecho de que también ha reconocido que esta doctrina se ha incorporado en varios sistemas legales».
En mayo de 2023, algunos meses después de la visita del papa a Canadá, el Dicasterio para la Cultura y la Educación y el Dicasterio para el Servicio del Desarrollo Humano Integral publicaron una nota conjunta rechazando que la llamada doctrina del descubrimiento forme parte de la enseñanza católica. En la declaración se afirma que, si bien algunos estudiosos han sostenido que la base de la llamada “doctrina” se encuentra en diversos documentos papales, como son las bulas Dum Diversas (1452), Romanus Pontifex (1455) o Inter Caetera (1493), tales documentos fueron escritos en un período histórico específico, estaban más bien relacionados con cuestiones políticas, y no llegaron a estar considerados expresiones de la fe católica. Esas bulas, que la misma Iglesia reconoce que «no reflejaban adecuadamente la igual dignidad y los derechos de los pueblos indígenas», habrían sido manipuladas «para fines políticos por las potencias coloniales que competían entre sí, para justificar actos inmorales contra las poblaciones indígenas». La nota recuerda que el magisterio de la Iglesia sostiene el respeto debido a cada ser humano, por lo que repudia la llamada doctrina del descubrimiento. Es precisamente en el contexto actual, de diálogo con los pueblos indígenas, en el que la Iglesia ha visto la necesidad de afrontar tal doctrina.